# شيري كالفرت
شيري كالفرت (بالإنجليزية: Sherry Calvert)‏ هي رامية الرمح ‏ أمريكية، ولدت في 6 يونيو 1951 في لوس أنجلوس في الولايات المتحدة.

## وصلات خارجية
- شيري كالفرت على موقع أوليمبيديا (الإنجليزية)